# Olaf III Pokojowy
Olaf III Pokojowy, zwany również Spokojnym lub Cichym, (norw. Olav Haraldsson, Olav Kyrre) (ur. ok. 1050, zm. 22 września 1093) – król Norwegii w latach 1067–1093 (do 1069 wspólnie z Magnusem II), pochodzący z dynastii Yngling.
Urodzony ok. 1050 r., pozamałżeński syn króla Norwegii Haralda III Hardrady, jego matką była jedna z nałożnic króla Haralda, Thora Thorbergsdotter. Jego rodzonym bratem był król Magnus II Haraldsson, współpanujący w latach 1066–1069.
Olaf wspólnie ze swym ojcem, królem Haraldem III i bratem Magnusem wziął udział w wyprawie na Anglię w 1066 r., która miała się zakończyć podbiciem Anglii przez Haralda III, który zgłosił pretensje do tronu angielskiego po śmierci króla Edwarda Wyznawcy z dynastii anglosaskiej. Jednak w bitwie pod Stamford Bridge (25 września 1066) norwescy wikingowie ponieśli klęskę w walce Haroldem II, podczas bitwy zginął ojciec Olafa. Po bitwie obie strony zawarły pokój, gdyż Anglii groziła kolejna inwazja, tym razem ze strony Wilhelma księcia Normandii. Bracia Olaf i Magnus odpłynęli do Norwegii zabierając ze sobą resztki wojska, jakie uratowały się z pogromu pod Stamford Bridge.
Po powrocie do Norwegii Olaf i Magnus zostali wybrani królami, przy czym starszy z braci Magnus zarządzał zachodnią częścią kraju, a Olaf wschodnią. Wspólne rządy w królestwie trwały do czasu śmierci Magnusa II w 1069 r. Klęska Norwegów w 1066 r. w Anglii, gdzie zginęło ponad 4.000 wikingów, złamała ich potencjał militarny i zatrzymała trwającą od końca VIII w. ekspansję na wyspy brytyjskie. W tej sytuacji Olaf podpisał układ pokojowy nowym królem Anglii Wilhelmem Zdobywcą, a także z królem Danii Swenem II, którego córkę Ingridę pojął za żonę.
Olaf dbał o rozwój swego kraju, dzięki jego staraniom około 1070 r. ponownie lokowane zostało miasto Bergen, które po czasie stało się jednym z głównych grodów w kraju. Król założył biskupstwa w Bergen i Nidaros (dzisiejsze Trondheim), gdzie również ufundował nowe kościoły. Ponadto dzięki królowi w kraju powstały pierwsze gildie kupieckie. Za panowania Olafa prawdopodobnie po raz pierwszy zostały spisane obowiązujące w królestwie prawa. Król Olaf był pierwszym władcą Norwegii, który umiał czytać i pisać.
Król Olaf III zmarł 22 września 1093 r., został pochowany w Trondheim. 
Jedyną żoną króla była wspomniana wcześniej księżniczka duńska Ingrida, poślubiona w 1070. Z tego małżeństwa król nie miał dzieci, jednak z pozamałżeńskiego związku król miał syna Magnusa, imię matki Magnusa nie jest znane. 
Po śmierci Olafa III władzę w Norwegii objęli wspólnie syn Magnus zwany Bosym oraz bratanek Olafa III, Haakon Toresfostre.